# Конституционный референдум в Таджикистане (2016)
Конституционный референдум прошёл в Таджикистане 22 мая 2016 года. Была предложена в целом 41 конституционная поправка, некоторые из них нарушают условия мирного соглашения, положившего конец гражданской войне в Таджикистане. Среди предложенных изменений:
- разрешить действующему президенту Эмомали Рахмону баллотироваться на переизбрание неограниченное количество раз, в соответствии с поправкой к статье Конституции № 65;
- снизить минимальный возраст для кандидатов на пост президента страны с 35 до 30 лет;
- запретить политические партии, идеология которых базируется на религиозных взглядах.

По официальным данным, конституционные изменения были одобрены 96,6 % избирателей. Явка, по официальным данным, составила 92 %.